# August Ferdinand Möbius
August Ferdinand Möbius (Bad Kösen, 17 novembre 1790 – Lipsia, 26 settembre 1868) è stato un matematico e astronomo tedesco, la cui notorietà è dovuta principalmente alla scoperta del nastro di Möbius, una superficie bidimensionale che, immersa in uno spazio tridimensionale euclideo, presenta una sola linea di bordo e una sola faccia.

## Biografia
Era discendente di Martin Lutero per parte di madre.
Nel 1803 iniziò a frequentare la scuola secondaria di Bad Kösen, dove emersero i suoi interessi per la matematica. 
Diplomatosi nel 1808, si iscrisse all'Università di Lipsia, all'inizio seguendo i corsi di legge – secondo i desideri della famiglia –, poi seguendo la sua inclinazione frequentando corsi di matematica, astronomia e fisica. In questo periodo fu marcatamente influenzato dall'astronomo Karl Mollweide che peraltro aveva forti interessi per la matematica, la fisica e l'astronomia.
Nel 1813 si trasferì a Gottinga per studiare astronomia con Gauss nel suo osservatorio e successivamente si recò ad Halle per studiare matematica con Johann Friedrich Pfaff. 
Nel 1815 Möbius scrisse la tesi dottorale sulla Occultazione delle stelle fisse e quindi la tesi di abilitazione sulle equazioni trigonometriche.

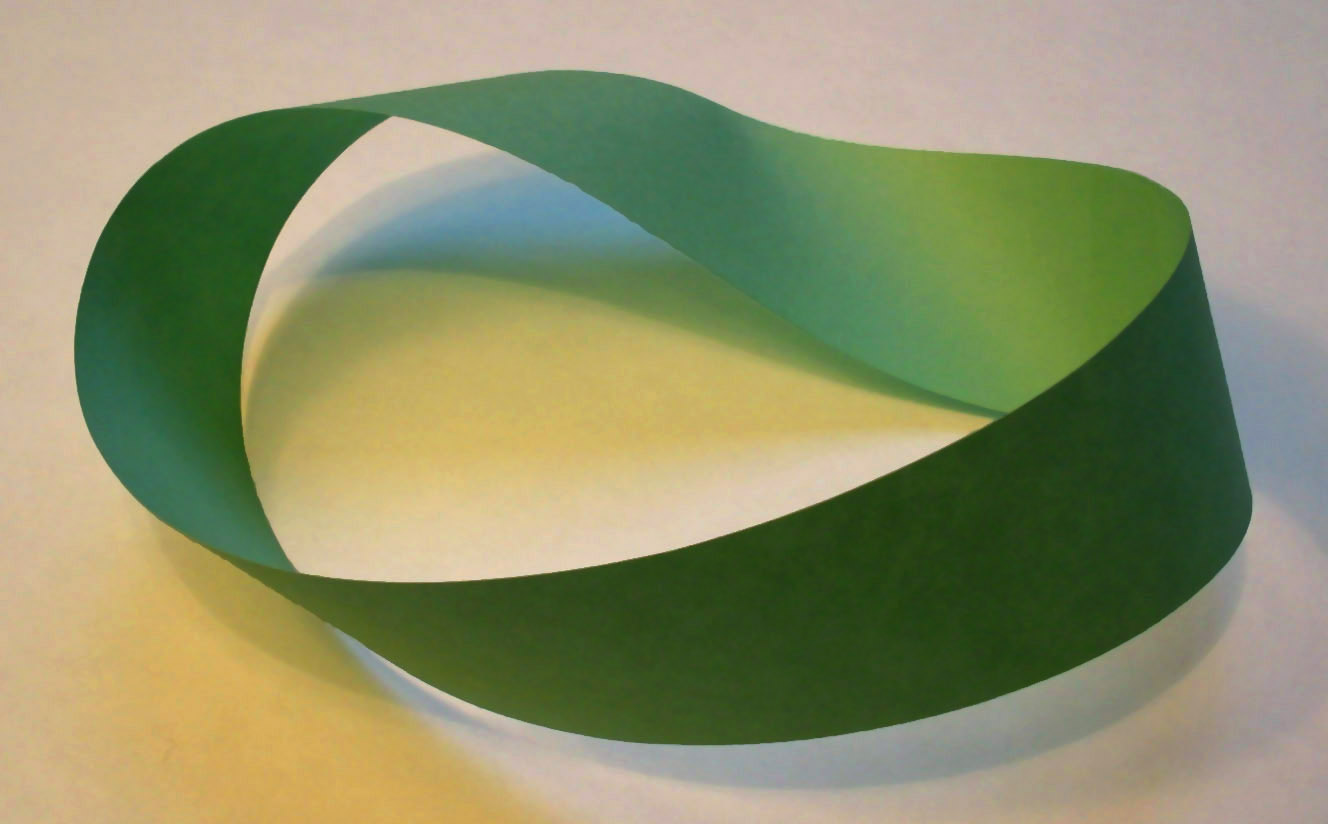
Nastro di Möbius

Nel 1816 divenne, molto giovane, professore straordinario con una cattedra di astronomia e meccanica superiore all'Università di Lipsia, ma, a causa della sua scarsa capacità di attrarre studenti, divenne ordinario con una cattedra di astronomia solo nel 1844. La cattedra comportava la direzione dell'Osservatorio di Lipsia che Möbius ricoprì fino al 1861.
Möbius fu il primo matematico ad introdurre le coordinate omogenee in geometria proiettiva.
La trasformazione di Möbius, significativa nella geometria proiettiva, non deve essere confusa con la trasformata di Möbius relativa alla teoria dei numeri che porta anch'essa il suo nome. Möbius condusse, infatti, studi nel campo della teoria dei numeri, introducendo l'importante funzione di Möbius μ(n) e la formula di inversione di Möbius con il suo articolo dal titolo Über eine besondere Art von Umkehrung der Reihen.
Manifestò interesse per quelli che ora, seguendo Listing, chiamiamo problemi di topologia. Si era posto, prima di Francis Guthrie, il problema delle colorazioni delle mappe risolvendo il problema dei cinque colori, in effetti molto più semplice di quello dei quattro colori. 
Inoltre, in una memoria presentata alla Académie des Sciences riguardante proprietà dei poliedri, aveva discusso le caratteristiche di quello che ora è noto come nastro di Möbius o "anello di Möbius". Va però rilevato che questa superficie era stata  scoperta in modo indipendente poco tempo prima da Johann Benedict Listing.
In onore di Möbius, l'asteroide 2000 DQ3 fu chiamato "28516 Möbius".

## Curiosità
Il matematico tedesco, nelle vesti di un fisico nucleare e con il nome cambiato in Johann Wilhelm, compare come protagonista della commedia grottesca "I fisici" del drammaturgo svizzero Friedrich Dürrenmatt (1963).
Il figlio Theodor Möbius è stato un noto filologo.